# Тобіас Мальм
Тобіас Мальм (швед. Tobias Malm, * 21 січня 1992) — шведський футболіст, захисник футбольного клубу «Мальме». Дебютував у чемпіонаті Швеції 24 квітня 2011 р. проти «Ельфсборга».